# Spirorbis treadwelli
Spirorbis treadwelli är en ringmaskart som beskrevs av Pillai 1965. Spirorbis treadwelli ingår i släktet Spirorbis och familjen Serpulidae. Inga underarter finns listade i Catalogue of Life.